# Bisalahalli, Shikarpur
Bisalahalli là một làng thuộc tehsil Shikarpur, huyện Shimoga, bang Karnataka, Ấn Độ.